# ATC code G02
ATC code G02 سایر داروهای مرتبط با پزشکی زنان زیرگروهی درمانی از سیستم طبقه‌بندی شیمیایی درمانی آناتومیک است. این سیستمِ متشکل از کدهای حرفی‌عددی را سازمان جهانی بهداشت برای طبقه‌بندی داروها و سایر تولیدات پزشکی ایجاد کرده است. زیرگروه G02 جزوی از گروه آناتومیک G دستگاه ادراری-تناسلی و هورمون‌های جنسی است.

کدهای مورد استفاده در دامپزشکی (کدهای ATCvet) را می‌توان با گذاشتن حرف Q جلو کدهای انسانی ATC ایجاد کرد: مثلاً QG02. کدهای ATCvet که فاقد کدهای انسانی متناظر ATC هستند، در فهرست ذیل با حرف آغازین Q ذکر شده‌اند.
ممکن است نسخه‌های ملی از طبقه‌بندی ATC حاوی کدهای اضافه‌ای باشند که در این فهرست (نسخهٔ سازمان جهانی بهداشت) نیامده باشند.

## G02AUterotonics

### G02ABErgotalkaloids
G02AB01 متیل ارگونوین
G02AB02 Ergot alkaloids
G02AB03 Ergometrine
QG02AB53 Ergometrine, combinations

### G02AC Ergot alkaloids and oxytocin including analogues, in combination
G02AC01 متیل ارگونوین and اکسی‌توسین
QG02AC90 Ergometrine and oxytocin

### G02ADپروستاگلاندین
G02AD01 Dinoprost
G02AD02 Dinoprostone
G02AD03 Gemeprost
G02AD04 Carboprost
G02AD05 Sulprostone
G02AD06 میزوپرستول
QG02AD90 Cloprostenol
QG02AD91 Luprostiol
QG02AD92 Fenprostalene
QG02AD93 Tiaprost
QG02AD94 Alfaprostol
QG02AD95 Etiproston

## G02Bپیشگیری از بارداریs for topical use

### G02BA Intrauterine contraceptives
G02BA01 Plastic IUD
G02BA02 Plastic IUD with copper
G02BA03  Plastic IUD with progestogen

### G02BB Intravaginal contraceptives
G02BB01 Vaginal ring with پروژستوژن and استروژن

## G02C Other gynecologicals

### G02CAداروهای مقلد سمپاتیکs, labour repressants
G02CA01 ریتودرین
G02CA02 Buphenine
G02CA03 Fenoterol
QG02CA90 Vetrabutin
QG02CA91 Clenbuterol

### G02CBپرولاکتینinhibitors
G02CB01 بروموکریپتین
G02CB02 Lisuride
G02CB03 کابرگولین
G02CB04 Quinagolide
G02CB05 Metergoline
G02CB06 Terguride

### G02CCضدالتهابproducts forمهبلadministration
G02CC01 ایبوپروفن
G02CC02 ناپروکسن
G02CC03 بنزیدامین
G02CC04 Flunoxaprofen

### G02CX سایر داروهای مرتبط با پزشکی زنان
G02CX01 Atosiban
G02CX02 فلیبانسرین
G02CX03 پنج‌انگشت
G02CX04 توت مار
QG02CX90 Denaverine
QG02CX91 Lotrifen